# إيفان ميهايلوف
إيفان ميهايلوف (مواليد 25 ديسمبر 1944) هو ملاكم بلغاري، مثّل بلاده في الألعاب الأولمبية الصيفية 1968 وحقق الميدالية البرونزية في فئة وزن الريشة.

## روابط خارجية
إيفان ميهايلوف على موقع أوليمبيديا (الإنجليزية)